# Aeroportul Internațional „Maica Tereza” din Tirana
Aeroportul Internațional Maica Tereza din Tirana (în albaneză Aeroporti Ndërkombëtar i Tiranës Nënë Tereza) este aeroportul internațional din Tirana și principalul din Albania. Aeroportul este localizat în Rinas la 27 km de Tirana.

## Istorie
Aeroportul a fost construit în perioada 1955-1957 de regimul comunist din Albania pentru a deservi Tirana și întreaga Albanie. În anul 2003 i-a fost atribuit numele Maicii Tereza, o călugăriță catolică de origine albaneză.